# Louis Gustave Chauveaud
Louis Gustave Chauveaud (Aigre, 12 de dezembro de 1859 – cerca de 1933 em Paris ) foi um botânico francês , conhecido por seus estudos de anatomia vegetal.
De 1890 a 1895 esteve associado a trabalhos realizados no laboratório de botânica da École pratique des Hautes Études de Paris. Em 1888 ele recebeu sua agrégation para ciências naturais, seguido por doutorado em ciências (1891) e medicina (1892). Por trinta anos ele atuou como diretor do laboratório botânico da Faculdade de Ciências de Paris. Durante esse período, ele também deu aulas na Sorbonne.
Em 1928, foi nomeado presidente da Société botanique de France. A espécie de planta Sedum chauveaudii (Raym.-Hamet) comemora seu nome.

## Trabalhos principais
- Recherches embryogéniques sur l'appareil laticifère des euphorbiacées, urticacées, apocynées et asclépiadées, 1891 - Pesquisa sobre laticíferos embriogênicos de Euphorbiaceae, Urticaceae, Apocynaceae e Asclepiadoideae.
- La constitution des plantes vasculaires révélée par leur ontogénie, 1921 - A formação das plantas vasculares revelada pela sua ontogenia.[5]